# Wahrheit oder Pflicht
 (juin 2017).
Albums de Oomph!
Ego
(2001) GlaubeLiebeTod
(2006)
Wahrheit oder Pflicht est le huitième album du groupe Oomph! sorti en 2004.

## Réception
Le titre Augen auf sera un gros tube en Allemagne. C'est par cet album que va débuter la notoriété française du groupe.
La pochette de cet album montre une petite fille en jupe, collants et gilet, de dos, serrant un long couteau entre ses mains.
L'album (dont les paroles sont en anglais et en allemand) sera l'un des plus marquants du groupe.

## Liste des titres
1. Augen Auf! - 3:20
2. Tausend neue Lügen - 3:56
3. Wenn du weinst - 4:32
4. Sex hat keine Macht - 4:18
5. Dein Weg - 3:28
6. Du spielst gott - 4:16
7. Dein Feuer - 3:48
8. Der Strom - 3:03
9. Nichts (ist kälter als deine Liebe) - 4:13
10. Diesmal wirst du sehn - 4:02
11. Tief in dir - 4:13
12. I'm going down - 4:33
13. Im Licht - 11:15